# Směrnice o nekalých obchodních praktikách
Směrnice o nekalých obchodních praktikách (2005/29/ES) je směrnice Evropské unie týkající se nekalé soutěže na trzích Evropské unie. Jejím cílem je sjednotit pravidla pro ochranu obchodníků i zákazníků napříč celou Evropskou unií. Vydal ji Evropský parlament a Rada Evropské unie 11. května 2005, platit začala od 11. června 2005 a členské státy Evropské unie byly povinny upravit v souladu s ní své právní řády do 12. června 2007 tak, aby byla od 12. prosince požadovaná úroveň ochrany vymahatelná jejich zákony.
V rámci právního řádu České republiky se směrnice o nekalých obchodních praktikách promítla do novely zákona o ochraně spotřebitele.